# 克拉斯內 (斯卡多夫斯克區)
46°7′51″N 32°46′5″E / 46.13083°N 32.76806°E
克拉斯内（烏克蘭語：Красне）是位於烏克蘭南部的村莊，由赫爾松州斯卡多夫斯克區的斯卡多夫斯克市鎮負責管轄。該村始建於1806年，面積3.78平方公里，海拔高度6米，2001年人口3,024，人口密度每平方公里800人。